# 関清和
関 清和（せき きよかず、1964年9月26日 - ）は、茨城県出身の元プロ野球選手（投手）。右投右打。

## 来歴・人物
鉾田一高時代から速球投手として有名な存在だった。2年時の1981年秋季関東大会では準々決勝に進むが、横浜商業高の三浦将明と投げ合い0-1で惜敗、春の選抜出場を逸する。翌1982年夏の甲子園県予選は、決勝で羽生田忠克のいた土浦日大高を降し、甲子園出場を決める。しかし本大会では2回戦（初戦）で広島商業高に2-6で敗退した。
高校卒業後は、専修大へ進学。東都大学リーグでは1983年秋季リーグで二部に降格するが、1985年春季は最優秀投手、秋季リーグも2季連続で二部優勝、翌季から一部に復帰した。1986年秋季リーグで、当時の東都大学野球の記録上円子宏に次ぐ2位となるシーズン81奪三振を記録。この円子（83個）と関（81個）の記録は1990年春季に亜細亜大の小池秀郎が111奪三振を記録し更新。さらに2007年春季に東洋大の大場翔太が115個を記録し更新している。同期の宮里太とバッテリーを組み、1部リーグ2季で19試合に登板、6勝10敗、防御率3.32、112奪三振を記録、2部リーグで6勝1敗の成績をあげる。他の大学同期に畝龍実、西俊児がいた。
1986年のプロ野球ドラフト会議でロッテオリオンズから1位指名を受け入団。
プロ1年目の1987年から一軍登板を果たし、プロ2年目の1988年は先発を含む25試合に登板し3勝を挙げた。近鉄バファローズとの死闘を繰り広げた伝説の10.19では、第2試合にロッテの最後の投手として登板し、走者を背負いながらも最後の打者羽田耕一をセカンドゴロ併殺打に打ち取り、無失点に抑えた。その後はファーム暮らしで1994年オフには戦力外になりかけたがGMに就任した広岡達朗の意向で残留。1995年はMLBの1A・バイセイリア・オークスに野球留学した。故障のため1996年限りで現役を引退した。
現在は、OA機器の営業を経て、デュプロ株式会社千葉支店長を務めている。

## 詳細情報

### 年度別投手成績
| 年 度    | 球 団    | 登 板 | 先 発 | 完 投 | 完 封 | 無 四 球 | 勝 利 | 敗 戦 | セ 丨 ブ | ホ 丨 ル ド | 勝 率 | 打 者 | 投 球 回 | 被 安 打 | 被 本 塁 打 | 与 四 球 | 敬 遠 | 与 死 球 | 奪 三 振 | 暴 投 | ボ 丨 ク | 失 点 | 自 責 点 | 防 御 率 | W H I P |
| -------- | -------- | ----- | ----- | ----- | ----- | -------- | ----- | ----- | -------- | ----------- | ----- | ----- | -------- | -------- | ----------- | -------- | ----- | -------- | -------- | ----- | -------- | ----- | -------- | -------- | ------- |
| 1987     | ロッテ   | 14    | 0     | 0     | 0     | 0        | 1     | 0     | 0        | --          | 1.000 | 52    | 14.0     | 8        | 1           | 2        | 0     | 0        | 17       | 0     | 0        | 4     | 3        | 1.93     | 0.71    |
| 1988     | ロッテ   | 25    | 6     | 1     | 0     | 0        | 3     | 4     | 0        | --          | .429  | 350   | 77.0     | 59       | 5           | 59       | 3     | 4        | 65       | 8     | 1        | 43    | 34       | 3.97     | 1.53    |
| 1989     | ロッテ   | 18    | 2     | 0     | 0     | 0        | 0     | 3     | 0        | --          | .000  | 148   | 31.2     | 30       | 6           | 24       | 0     | 4        | 23       | 2     | 0        | 23    | 23       | 6.54     | 1.71    |
| 1990     | ロッテ   | 1     | 0     | 0     | 0     | 0        | 0     | 0     | 0        | --          | ----  | 14    | 3.0      | 4        | 2           | 2        | 0     | 0        | 1        | 1     | 0        | 4     | 4        | 12.00    | 2.00    |
| 1993     | ロッテ   | 2     | 0     | 0     | 0     | 0        | 0     | 0     | 0        | --          | ----  | 8     | 1.2      | 2        | 0           | 1        | 0     | 0        | 2        | 0     | 0        | 2     | 1        | 5.40     | 1.80    |
| 通算:5年 | 通算:5年 | 60    | 8     | 1     | 0     | 0        | 4     | 7     | 0        | --          | .364  | 572   | 127.1    | 103      | 14          | 88       | 3     | 8        | 108      | 11    | 1        | 76    | 65       | 4.59     | 1.50    |

### 記録
- 初登板：1987年8月22日、南海ホークス戦（札幌円山球場）、5回2死から4番手で登板、1回1/3無失点
- 初勝利：1987年10月17日、近鉄バファローズ戦（川崎球場）、8回1死から3番手で登板・完了、1回2/3無失点
- 初完投：1988年10月15日、阪急ブレーブス戦（川崎球場）、被安打6 奪三振6 四死球7

### 背番号
- 21 （1987年 - 1991年）
- 37 （1992年 - 1996年）